# Консервативная партия штата Нью-Йорк
Консервативная партия штата Нью-Йорк — политическая партия, основанная в 1962 году. Партия была основана из-за консервативного недовольства Республиканской партией Нью-Йорка. Джеймс Л. Бакли, придерживающийся линии Консервативной партии, победил на выборах в Сенат США в 1970 году и проработал один срок. С 2010 года партия занимала «Ряд C» в бюллетенях Нью-Йорка — третье место в бюллетенях, непосредственно после Демократической и Республиканской партий, поскольку она заняла третье место по количеству голосов среди всех политических партий в 2010 и 2014 годах и на выборах губернатора Нью-Йорка в 2018 году. Партия известна своей стратегией влияния на Республиканскую партию в более консервативном направлении.

## История
Консервативная партия штата Нью-Йорк была основана в 1962 году группой, в которую входили Дж. Дэниэл Махони, Киран О’Догерти, Чарльз Э. Райс, Рэймонд Р. Уокер и Чарльз Эдисон, из-за разочарования по поводу предполагаемого либерализма Республиканской партии штата. Ключевым соображением было объединённое голосование в Нью-Йорке, необычное для штатов США, которое позволяет отдельным кандидатам выступать в нескольких партийных номинациях на одних и тех же выборах. Либеральная партия Нью-Йорка, основанная в 1944 году, извлекла выгоду из этой системы; Консервативная партия хотела уравновесить влияние Либеральной партии. Согласно The New York Times, поддержка партии «исходила главным образом от тех, кого позже назовут демократами Рейгана — рабочего класса, городского и пригородного, часто католического».

### 1960-е
Известный консервативный писатель и комментатор Уильям Ф. Бакли-младший баллотировался на пост мэра Нью-Йорка по списку Консервативной партии в 1965 году, набрав 13,4 % голосов. В статье «Нью-Йорк Таймс» кампания Бакли описана как «переломная кампания для консерваторов, получивших широкую огласку и доказавших свою силу в преимущественно демократическом городе». В 1966 году кандидат от консерваторов Пол Л. Адамс получил более полумиллиона голосов в своей гонке на пост губернатора Нью-Йорка выиграв ряд C от партии.

### 1970-е
В 1970 году Джеймс Бакли, брат Уильяма Ф. Бакли-младшего, баллотировался в Сенат США как кандидат от Консервативной партии. Баллотируясь только по спискам Консервативной партии и спискам Независимой партии альянса, Бакли победил конгрессмена-демократа Ричарда Оттингера и действующего сенатора-республиканца США Чарльза Гуделла, получив 39 % голосов. Бакли занимал пост в сенате один срок. Как сообщает New York Post, «победа Бакли на какое-то время укрепила избирательную коалицию городских этнических демократов с республиканцами из сельских и пригородных районов, которые были категорически против чрезмерного налогообложения, безудержных государственных расходов и упадка традиционных ценностей». В 1976 году Бакли баллотировался в сенат США как кандидат от республиканской и консервативной партий, проиграв демократу Дэниелу Патрику Мойнихану .
В 1978 году зарегистрированный консерватор Уильям Карни, член законодательного собрания округа Саффолк, был избран в Палату представителей США в 1-м избирательном округе Нью-Йорка, давнем оплоте демократов на Лонг-Айленде, после победы на праймериз республиканцев и участия в выборах. обе партийные линии. В итоге он был конгрессменом четыре срока до выхода на пенсию.

### 1980-е годы
В 1980 году Консервативная партия поддержала Аль Д’Амато в гонке в Сенат США, в которой он успешно бросил вызов действующему сенатору Джейкобу Джавитсу на республиканских праймериз. Затем Д’Амато с небольшим перевесом одержал победу на всеобщих выборах над демократом Элизабет Хольцман ; 275 100 голосов, которые Д’Амато получил по консервативным спискам, дали ему преимущество.
На губернаторских выборах 1982 года партия выдвинула республиканца Льюиса Лермана который потерпел поражение от демократа Марио Куомо с незначительной разницей в голосах. На выборах губернатора в 1986 году партия выдвинула кандидатуру республиканца Эндрю П. О’Рурка который потерпел сокрушительное поражение от Куомо.

### 1990-е годы
Герберт Лондон был кандидатом Консервативной партии на пост губернатора Нью-Йорка в 1990 году ; В том же году партия откололась от Республиканской партии, отказавшись поддерживать кандидата от республиканцев Пьера Ринфре . Лидеры консерваторов сослались на то, что Ринфре поддерживал аборты, его кажущееся несерьезное отношение к своей кандидатуре и его неспособность грамотно критиковать действовавшего губернатора-демократа Марио Куомо по поводу налогово-бюджетной политики, в качестве причин своего решения поддержать Лондона вместо Ринфре. Лондон провел мощную кампанию по всему штату и отстал от Ринфре на один процент, в то время как губернатор-демократ Марио Куомо легко добился переизбрания.
Партия отказалась выдвинуть республиканца Руди Джулиани на пост мэра Нью-Йорка в его успешных кампаниях 1993 и 1997 годов. На каждых из этих выборов Джулиани принимал поддержку со стороны Либеральной партии. Консервативная партия поддержала Джорджа Марлина на пост мэра в 1993 году и не выдвинула кандидата в гонке за мэры Нью-Йорка 1997 года.
Партия поддержала республиканца Джорджа Патаки в его успешной кампании 1994 года по свержению действующего демократического губернатора. Марио Куомо . В этой гонке Патаки «набрал более 300 000 голосов, придерживаясь консервативной линии, что было вдвое больше, чем у г-на Куомо».

### 2000-е
Партия выставляла своих собственных кандидатов на пост мэра Нью-Йорка в 2001, 2005, и 2009 отказываясь поддерживать успешного кандидата от республиканцев Майкла Блумберга .
Джон Спенсер, бывший мэр г. Йонкерс, штат Нью-Йорк, был выдвинут в Сенат США республиканскими и консервативными партиями на выборах в Сенат 2006 года как соперник Хиллари Клинтон, но потерпел поражение.
В гонке на пост губернатора 2006 года председатель Консервативной партии Майкл Лонг поддержал Джона Фасо, бывшего лидера меньшинства Ассамблеи и кандидата от республиканцев на пост государственного контролера в 2002 году Фасо выиграл номинацию на республиканском съезде, победив бывшего губернатора Массачусетса. Билла Уэлда, 61-39 %. После съезда Уэлд отказался от участия в гонке, поскольку высокопоставленные партийные чиновники (включая председателя республиканской партии Стивена Минарика, который поддержал Уэлда) призвали к единству партии. На всеобщих выборах Фасо был общим кандидатом от Республиканской и Консервативной партий но был побежден Элиотом Спитцером.

Результаты специальных выборов 2009 года, 23-й избирательный округ Нью-Йорка

Консервативная партия выдвинула кандидатов-республиканцев Джона Маккейна и Сару Пэйлин на пост президента и вице-президента на выборах 2008 года, на которых победил демократ Барак Обама.
Консервативная партия выдвинула Дуга Хоффмана на специальных выборах в Конгресс 2009 года в 23-м округе Конгресса, на которых победил кандидат от Демократической партии Билл Оуэнс . Консервативная партия поддержала Хоффмана, фискального и социального консерватора, в ответ на выдвижение Республиканской партией Деде Скоццафава, выступающей за свободу абортов, однополые браки и члена профсоюзов. 31 октября 2009 года Скоццафава приостановила свою кампанию , в результате чего видные республиканцы, такие, как национальный председатель Майкл Стил, поддержали Хоффмана. В день выборов Оуэнс опережал Хоффмана с отрывом от 48,3 % до 46 %. По словам одного комментатора, «консерваторы Движения чаепития рассматривают поражение Республиканской партии как победу консервативизма над простой лояльностью политической партии. Они описывают поражение как предупредительный выстрел, сделанный в защиту принципов» Кроме того, выборные должностные лица и наблюдатели выразили мнение, что гонка в Конгрессе повлияла на голосование Сената штата Нью-Йорк 2 декабря 2009 года против закона об однополых браках.

### 2010-е
В 2016 году Консервативная партия выдвинула Дональда Трампа на пост президента США.

### 2020-е
В 2020 году Консервативная партия выдвинула действующего президента-республиканца Дональда Трампа для переизбрания на пост президента. Трамп потерпел поражение от демократа Джо Байдена .